# Усов, Дмитрий Васильевич
Дмитрий Васильевич Усов (1888, Коломна, Московская губерния, Российская империя — 23 февраля 1939, Москва, РСФСР) — советский сотрудник органов государственной безопасности и милиции, руководитель Главного управления рабоче-крестьянской милиции, директор милиции.

## Биография
Образование среднее. Член РКП(б) с 1918 года. Работал в ревтрибунале Московско-Казанской железной дороги. В 1919—1920 годах — член коллегии УТЧК Московско-Казанской железной дороги, заместитель председателя Петроградской и Киевской РТЧК.
С 1921 первый заместитель, затем помощник начальника Транспортного отдела ВЧК—ОГПУ Г. И. Благонравова, член Военно-транспортной коллегии Верховного суда РСФСР. С 1926 года по совместительству начальник Транспортной школы ОГПУ им. Ф. Э. Дзержинского.
В декабре 1930 года Г. Г. Ягода в своей телеграмме отмечал невозможность полностью «чекизировать» (дословно) милицию, поскольку она является «проводником советских законов и мероприятий», так что милиционеры «должны представлять собой нечто среднее между чекистом и гражданским населением». Приказом ОГПУ № 475/224 от 30 декабря 1930 года в составе ОГПУ была создана (на правах управления) Главная инспекция по милиции и уголовного розыска (ГИМ и УГРО). Начальником ГИМ и УГРО назначался И. А. Воронцов (по совместительству с занимаемыми им должностями начальника АОУ и начальника ГУПО (Главного управления пожарной охраны) и войск ОГПУ), а заместителем — Д. В. Усов (с освобождением от должности помощника начальника ТО). На ГИМ и УГРО были возложены оперативное руководство деятельностью и инспектирование работы милиции и уголовного розыска, назначение и смещение их руководящего состава. Приказом ОГПУ № 514 от 5 июня 1931 «ввиду перегруженностью работой по ГУПО и войскам ОГПУ и согласно личной просьбе» Н. М. Быстрых был освобождён от должности начальника ГИМ и УГРО, в которой его сменил Д. В. Усов.
Был также определён персональный состав Мобилизационного совещания при Коллегии ОГПУ: председатель — В. А. Балицкий, члены — Д. А. Булатов (начальник ОК), А. Г. Лепин (начальник Мобилизационного отдела), И. М. Леплевский (начальник Особого отдела), Н. М. Быстрых (начальник ГУПО и войск ОГПУ), Т. А. Прохоров (начальник Транспортного отдела) и Д. В. Усов (начальник ГИМ и УГРО). Постановлением ЦИК и СНК СССР № 1918 от 27 декабря 1931 в составе ОГПУ было организовано Главное управление Рабоче-крестьянской милиции (ГУ РКМ), куда были переданы все функции и личный состав ГИМ и УГРО.
С 1932 непродолжительное время состоял начальником РКМ. Когда начальником ГУ РКМ при ОГПУ — НКВД СССР стал Г. Е. Прокофьев, его заместителями стали Д. В. Усов и С. Н. Маркарьян (оба с 29 марта 1933 года).
В 1937—1938 годах являлся заместителем начальника 1-го отдела ГУГБ НКВД СССР.

## Гибель
На момент ареста всё ещё являлся заместителем начальника 1-го отдела (отдел охраны) в ГУГБ НКВД СССР. Арестован 5 ноября 1938 года. Расстрелян 23 февраля 1939 года.
Захоронен на Донском кладбище в Москве. Реабилитирован 4 июня 1955 года.

## Награды
- Орден Красной Звезды (14 мая 1936) — «за организацию и проведение образцового порядка в день первомайского парада и демонстрации»[4]